# Liste des évêques de Tarbes
L'évêché de Tarbes existe au moins depuis le IVe siècle, mais on ne parle d'"évêque de Tarbes" qu'à partir du XIIe siècle, pas avant 1175 selon Ferdinand Lot. En effet, durant toute la période qui va du IVe siècle au XIIe siècle, le diocèse était celui de Bigorra, dont le siège se trouvait non à Tarbes, simple bourg nommé Talva (Grégoire de Tours, De Gloria Confessorum, v. 593), mais à Saint-Lézer, comme l'a démontré, entre autres, l'archéologue Coquerel (De Bigorra à Saint-Lézer, 1990), d'après les travaux de Cardaillac et Rosapelly.
Le diocèse de Tarbes a été supprimé le 29 novembre 1801, son territoire étant rattaché à ceux des diocèses de Bayonne et d'Agen, mais a été rétabli le 6 octobre 1822, par détachement de celui de Bayonne.
Les évêques de ce diocèse sont surnommés gardiens de la Grotte, depuis que Prosper-Marie Billère a pris comme devise Posuit me custodem : Il a fait de moi un gardien.
Depuis le 20 avril 1912, les évêques sont officiellement « évêques de Tarbes et de Lourdes ».

## Évêques de Tarbes
- saint Justinus de Pardiac, n'a jamais vécu à Sers, en Barège comme l'a démontré V. Rivière-Chalan, cette fable est une pure invention d'un certain Louis de Campus. Selon Grégoire de Tours (op. cit.), Justinus était un simple prêtre desservant avec Severus une paroisse située à 30 kilomètres d'Abiciacum (aujourd'hui Saint-Sever-de-Rustan, dans le nord de la Bigorre.
- Syagrius, qui signa au concile de Nîmes en 394 ou 396, n'était pas évêque de Bigorre mais du Puy-en-Velay.
- Aper ou Aprus, dont le nom apparaît parmi les signataires du concile d'Agde (506), où il se fit représenter par le prêtre Ingenuus, n'était pas évêque de « Bigorritaine » mais de « Beturritaine » (Béziers), comme on le lit sur le manuscrit BNF lat. 1564.
- en 541 (concile d'Orléans) et en 551 (concile d'Eauze) : Julianus
- vers 585-587 : Amelius (concile de Mâcon et témoignage de Grégoire de Tours (Histoire des Francs ; 8, 28 ; 9, 6)
- Landeolus est extrêmement douteux
- Faustus, qu'un manuscrit très douteux de Bernard Gui rapporte au VIe ou VIIe siècle, était en réalité soit Fauste de Riez exilé en Bigorre (sources tardives ; aucune preuve), soit une confusion avec un oncle de saint Quintien portant ce nom, martyrisé par les Vandales en Afrique, et qui était probablement le grand oncle de Licerius, évêque de Couserans, qui a donné son nom à Bigorra : Saint-Lézer
- en 879 : Garstonus ou Sarstonius, nommé dans une lettre du pape Jean-VIII (L. Duchesne, Fastes Episcopaux de l'Ancienne Gaule, t. 2, 1910 ; ch. 4, p. 102)
- vers 1000 : Amelius II
- vers 1009 : Bernard Ier
- vers 1036 : Richard
- 1056-1064 : Heraclius Ier
- vers 1073-vers 1080 : Ponce Ier
- vers 1080 : Hugues
- 1087-1095 : Dodon, ou Odon, ou Eudes
- vers 1096 : Bernard II (Iserascus)
- vers 1103 : Ponce II
- Heraclius II (?)
- 1120-1141 :Guillaume Ier
- 1141-1175 : Bernard III de Montesquiou
- 1177-1179 : Arnaud-Guillaume d'Oson
- avant 1200-1224 : Arnaud-Guillaume de Biran
- 1224-1226 : Amanevius de Gresinhac
- 1227-février 1244 : Hugues de Pardaillan
- 1250-1257 : Arnaud-Raymond de Coadrase
- 1260-1267 : Arnaud de Miossans
- 1268-vers 1306 : Raymond-Arnaud de Coadrase
- 1308-vers février 1313 : Gérold Doucet
- 1316-4 décembre 1337 : Guillaume de Lantal, précédemment abbé de Lézat[2].
- 1348-1353 : Pierre-Raymond de Montbrun
- 18 mai 1353-1361 : Guillaume III
- 1362-vers 1363 : Raymond Ier
- vers 1363-1374 : Bernard IV
- 1374-1392 : Gaillard de Coadrase
- vers 1392 : Renaud (ou Rainaldus) de Foix
- 1399 : Adalbert (ou Bernard du Peyron )
- 1400-vers 1406 : Jean d'Armagnac
- vers 1406-vers 1408 : Chrétien (Christianus)
- 1408-1416 : Bernard du Peyron
- 1422-1427 : Homobonus d'Armagnac
- vers 1428-vers 1431 : Raymond de Bernard
- mai 1431-vers 1439 : Jean de Fortou
- 1441-1461 : Roger de Foix
- vers 1463 : Roger II
- 1463-1464 : cardinal Pierre de Foix
- 1465 : cardinal Louis d'Albret
- 1467-1474]: Arnaud-Raymond de Palatz
- 1478-1485 : Ménald d'Aure
- 1494-1504 : Ménald d'Aure, de nouveau.
- vers 1504-vers 1514 (?): Thomas de Foix
- 1514-1524 : Ménald de Martory (ou de Montory ou de Martres)
- 19 juillet 1524-1534 : Gabriel de Gramont
- 1534-1539 : Antoine de Castelnau
- 1540-1549 : Louis de Castelnau
- 1554-1575 : Gentien d'Amboise
- 1576-1576 : Jean de Harismendy non consacré
- 19 janvier 1577-1601 : Salvat Ier d'Iharse (ou Salvatus Ier de Diharse)
- 24 juin 1602-1648 : Salvat II d'Iharse (ou Salvatus II de Diharse)
- 25 avril 1648-1668 : Claude Mallier du Houssay
- avril 1668-3 mai 1675 : Marc Mallier du Houssay
- 1675-vers 1677 : Anne-Tristan de La Baume de Suze
- 1677-24 juin 1716 : François de Poudenx
- 19 novembre 1719-juillet 1729 : Anne-François-Guillaume du Cambout de Beçay
- 27 décembre 1729-10 janvier 1740 : Charles Antoine de La Roche-Aymon
- 5 mars 1741-janvier 1751 : Pierre de Beaupoil de Saint-Aulaire
- 29 août 1751-18 février 1769 : Pierre de La Romagère
- 18 juin 1769-4 août 1782 : Michel Cauet
- 20 octobre 1782-1801 : François de Gain de Montaignac

## Période révolutionnaire
- 1791-1801 : Jean-Guillaume Molinier, évêque constitutionnel des Hautes-Pyrénées
- 1801-1822 : siège supprimé

## Évêque de Tarbes
- 1822-28 janvier 1833 : Antoine-Xavier de Neirac
- 26 mai 1833-1er avril 1844 : Pierre-Michel-Marie Double
- 31 décembre 1844-30 janvier 1870 : Bertrand-Sévère Mascarou-Laurence
- 3 mars 1870-18 juin 1873 : Pierre-Anastase Pichenot
- 19 juin 1873-11 novembre 1874 : Benoit-Marie Langénieux
- 1er décembre 1874-16 juillet 1882 : César-Victor Jourdan
- 20 septembre 1882-27 août 1899 : Prosper-Marie Billère
- 7 décembre 1899-24 août 1927 : François-Xavier Schoepfer, sacré évêque de Tarbes, il devient à partir du 20 avril 1912 le premier évêque de Tarbes et de Lourdes.

## Évêques de Tarbes et de Lourdes
- 7 décembre 1899-24 août 1927 : François-Xavier Schoepfer
- 24 août 1927-25 août 1928: Alexandre-Philibert Poirier
- 14 mai 1929-30 juillet 1937 : Pierre Gerlier
- 11 février 1938-20 avril 1946 : Georges Choquet
- 17 février 1947-12 février 1970 : Pierre-Marie Théas
- 12 février 1970-25 mars 1988 : Henri Donze
- 25 mars 1988-16 janvier 1998 : Jean Sahuquet
- 16 janvier 1998-11 février 2012 : Jacques Perrier
- 11 février 2012-10 août 2021 : Nicolas Brouwet
- Depuis le 30 mars 2022 : Jean-Marc Micas[3]

## Le pallium
Par la bulle apostolique Postquan Sexaginta du 8 décembre 1917, le pape Benoit XV accorde au siège épiscopal de Tarbes et de Lourdes le privilège du pallium : les évêques de Tarbes et de Lourdes sont donc autorisés à porter le pallium, mais à Lourdes seulement et ce à partir du 11 février 1918 (certains évêques feront figurer le pallium sur leurs armes…). Le pallium a été remis à Schoepfer par Ricard, archevêque d'Auch, avant la grande messe du 11 février 1918.
Extrait de la traduction de la bulle : « En conséquence, à dater de cet anniversaire, qui sera solennisé le 11 février de l'année prochaine, le dit Evêque François-Xavier, qui occupe actuellement le Siège épiscopal de Tarbes et de Lourdes, et ses Successeurs dans la charge épiscopale pourront et devront, pendant les Fonctions sacrées qu'ils célèbreront au Sanctuaire de Lourdes, mais là seulement, - en se conformant d'ailleurs aux règles liturgiques et en sauvegardant tous les droits métropolitains, - porter le sacré Pallium, qui, selon la coutume, sera postulé en Consistoire. »

## Sources
- Trésor de chronologie, d'histoire et de géographie pour l'étude et l'emploi des documents du Moyen Âge, par M. le comte de Mas-Latrie; pages 1496 et 1497 - Paris - V. Palmé (1889) (consultable sur https://gallica.bnf.fr)
- L'Annuaire pontifical, sur le site http://www.catholic-hierarchy.org, à la page
- Jean-Baptiste Laffon, Le monde religieux bigourdan (1800-1962). - Lourdes : Éditions œuvre de la Grotte, 1984.
- Jean-Baptiste Courtin, Lourdes : le domaine de Notre-Dame de 1858 à 1947. - Lourdes : Éditions œuvre de la Grotte, 1947.
- Abbé E. Lafforgue, Histoire des évêques et du diocèse de Tarbes. - Tarbes : Lesbordes, 1929.
- Annales de Notre-Dame de Lourdes, décembre 1917-janvier 1918.
- V. Rivière-Chalan, Histoire et légende des oratoires N.D. de Héas et St Justin en Barèges (1980 ; pp. 67-92).
- Grégoire de Tours, De Gloria Confessorum, ch. 49-50.
- L. Duchesne, Fastes Episcopaux de l'Ancienne Gaule, 1910 ; t. 2, ch. 4.
- R. Coquerel, De Bigorra à Saint-Lézer, 1990 (consultable sur le portail Gallica de la BNF).